# 北島義生
北島 義生（きたじま よしお、1975年10月29日 - ）は、茨城県常総市出身の元サッカー選手。ポジションはミッドフィールダー。

## 来歴・人物
学生時代は部活ではなくクラブチームでサッカーをしていた。高校卒業後はトステムに入社。同社で働きながら、県リーグのトステムSCでサッカーを続けた。当時トステムSCの指導にあたっていた元中国代表選手のつてで、中国の広東クラブへと渡り、ここで念願のプロサッカー選手となった。
1997年にJFLの大分トリニティ（現在の大分トリニータ）を経て、1998年に水戸ホーリーホックに加入。1999年のJ2元年はヴァンフォーレ甲府にレンタル移籍するもの、翌2000年から再び水戸ホーリーホックで活躍し、2006年から湘南ベルマーレに移籍することが発表された。ちなみにフレーズは「執念の男」。これまでは「水戸のダイナモ」などと呼ばれてきていたが2005年、長らくチームに在籍していた事などで遂に「ミスター・ホーリーホック」と呼ばれるようになった。しかし、ミスター時代も長くは続かなかった。
2006年に湘南移籍、当初は彼の事をあまり知らなかったサポーターから「なぜ怪我明けの30歳過ぎの選手を獲得するんだ?」と、その存在を疑問視された（特に、2005年シーズン末に行った主力選手の大量放出もあり、フロント、強化部への不信感が強かった事も関係していた）。
しかし、監督交代後、神奈川ダービーである横浜FC戦にて初出場。敗戦濃厚だったロスタイムに劇的な同点ゴールを記録し、チーム、サポーターを救った。
その持ち前の明るいキャラクターで低迷し分裂寸前だった2006年シーズンのチームを影で纏め上げ、今や湘南に欠かす事の出来ないムードメーカーである。
典型的なアンカータイプの守備的ミッドフィールダーで、ボール奪取力はベルマーレでも随一。かつて水戸でダイナモと言われていたことからもわかるとおり、運動量は多く、チームへの貢献度は高い。
ミドルシュートは枠に行くことは少ない、パス能力に関しても監督から会見でネタにされてしまうなど攻撃的な面での貢献は少ないが、東京ヴェルディ1969戦でフッキにほとんど仕事をさせずに封じ込めるなど、それを補ってあまりある守備力が特徴。また、水戸在籍時から「ここぞ」と言う場面に不思議とゴールを決める（しかもスーパーゴールが多い）事から、一部サポーターからはニュータイプと言われていた。
佐藤義生は旧姓である。
2009年4月、現役引退とジェイリーグエンタープライズへの就職が発表された。

## 所属クラブ
- アセノスポーツクラブ
- トステムSC
- 1994年 - 1996年 広東クラブ（中国）
- 1997年 大分トリニティ
- 1998年 - 2005年 水戸ホーリーホック　
  - 1999年 ヴァンフォーレ甲府
- 2006年 - 2008年 湘南ベルマーレ

## 個人成績
| 国内大会個人成績 | 国内大会個人成績 | 国内大会個人成績 | 国内大会個人成績 | 国内大会個人成績 | 国内大会個人成績            | 国内大会個人成績 | 国内大会個人成績 | 国内大会個人成績 | 国内大会個人成績 | 国内大会個人成績 | 国内大会個人成績 |
| 年度             | クラブ           | 背番号           | リーグ           | リーグ戦         | リーグ戦                    | リーグ杯         | リーグ杯         | オープン杯       | オープン杯       | 期間通算         | 期間通算         |
| 年度             | クラブ           | 背番号           | リーグ           | 出場             | 得点                        | 出場             | 得点             | 出場             | 得点             | 出場             | 得点             |
| 中国             | 中国             | 中国             | 中国             | リーグ戦         | リーグ戦                    | リーグ杯         | リーグ杯         | FA杯             | FA杯             | 期間通算         | 期間通算         |
| ---------------- | ---------------- | ---------------- | ---------------- | ---------------- | --------------------------- | ---------------- | ---------------- | ---------------- | ---------------- | ---------------- | ---------------- |
| 1996             | 広東             | 17               | 甲A              | 3                | 0                           | -                | -                | ?                | ?                | 3                | 0                |
| 日本             | 日本             | 日本             | 日本             | リーグ戦         | リーグ戦                    | リーグ杯         | リーグ杯         | 天皇杯           | 天皇杯           | 期間通算         | 期間通算         |
| 1997             | 大分             | 21               | 旧JFL            | 5                | 0                           | -                | -                | 0                | 0                | 5                | 0                |
| 1998             | 水戸             |                  | 旧JFL            | 0                | 0                           | -                | -                | 0                | 0                | 0                | 0                |
| 1999             | 甲府             | 18               | J2               | 6                | 0                           | 0                | 0                | 1                | 0                | 7                | 0                |
| 2000             | 水戸             | 13               | J2               | 26               | 1                           | 0                | 0                | 3                | 0                | 29               | 1                |
| 2001             | 水戸             | 13               | J2               | 36               | 1                           | 1                | 0                | 3                | 1                | 40               | 2                |
| 2002             | 水戸             | 8                | J2               | 38               | 1                           | -                | -                | 2                | 0                | 40               | 1                |
| 2003             | 水戸             | 8                | J2               | 0                | 0                           | -                | -                | 2                | 0                | 2                | 0                |
| 2004             | 水戸             | 13               | J2               | 27               | 0                           | -                | -                | 1                | 0                | 28               | 0                |
| 2005             | 水戸             | 13               | J2               | 2                | 0                           | -                | -                | 1                | 0                | 3                | 0                |
| 2006             | 湘南             | 15               | J2               | 17               | 1                           | -                | -                | 1                | 0                | 18               | 1                |
| 2007             | 湘南             | 15               | J2               | 33               | 2                           | -                | -                | 0                | 0                | 33               | 2                |
| 2008             | 湘南             | 15               | J2               | 4                | 0                           | -                | -                | 0                | 0                | 4                | 0                |
| 通算             | 中国             | 中国             |                  | 3                | 0\|\|\|\|\|\|\|\|\|\|3\|\|0 |                  |                  |                  |                  |                  |                  |
| 通算             | 日本             | 日本             | J2               | 189              | 6                           | 1                | 0                | 14               | 1                | 204              | 7                |
| 通算             | 日本             | 日本             | JFL              | 5                | 0                           | -                | -                | 0                | 0                | 5                | 0                |
| 総通算           | 総通算           | 総通算           | 総通算           | 197              | 6\|\|\|\|\|\|\|\|\|\|\|\|   |                  |                  |                  |                  |                  |                  |